# اسکاترزویل (ویرجینیا)
اسکاترزویل (به انگلیسی: Scattersville) یک منطقهٔ مسکونی در ایالات متحده آمریکا است که در شهرستان لادن، ویرجینیا واقع شده‌است.